# Карадере (река)
Карадере или Долно Карадере е река в Северна България, област Търговище – община Антоново, десен приток на Стара река, от басейна на Янтра. Дължината ѝ е 27 км.
Река Карадере извира на 1 км северозападно от с. Вельово, община Антоново. Тече на северозапад, а северно от село Орач завива на запад и преминава през историко-географската област Сланник в дълбока, на места каньоновидна долина. Влива се отдясно в Стара река, от басейна на Янтра, на 135 м н.в., на 1,3 км северозападно от село Стара речка, община Антоново. Последните 2,5 км служи за граница между Търговишка и Великотърновска области.
Площта на водосборния басейн на Карадере е 124 км2, което представлява 5,0% от водосборния басейн на река Стара река.
Основен приток е река Акдере (ляв). По течението на реката няма населени места. Водите ѝ се използват за напояване.

## Топографска карта
- Лист от карта K-35-29. Мащаб: 1 : 100 000.